# Einar Kempe
Knut Einar Kempe, född 22 oktober 1903 i Eskilstuna, död 5 november 1948 i Eskilstuna, var en svensk fotbollsspelare.
Kempe representerade på klubbnivå IFK Eskilstuna. Han spelade år 1932 en A-landskamp (1 mål) för Sverige.